# Бел Плејн (Канзас)
Бел Плејн (енгл. Belle Plaine) град је у америчкој савезној држави Канзас.

## Демографија
По попису из 2010. године број становника је 1.681, што је 27 (-1,6%) становника мање него 2000. године.
| Група             | 2000.         | 2010.         |
| Белци             | 1.579 (92,4%) | 1.576 (93,8%) |
| Афроамериканци    | 1 (0,1%)      | 6 (0,4%)      |
| Азијати           | 5 (0,3%)      | 2 (0,1%)      |
| Хиспаноамериканци | 38 (2,2%)     | 52 (3,1%)     |
| Укупно            | 1.708         | 1.681         |